# Bonner Allianz für Nachhaltigkeitsforschung
Die Bonner Allianz für Nachhaltigkeitsforschung (kurz: Bonner Allianz) ist ein Verbund von sechs universitären und außeruniversitären Forschungseinrichtungen in Bonn, die sich zusammengetan haben, um Wissen und Kompetenzen in der Forschung zu den Themen Nachhaltigkeit und nachhaltiger Entwicklung zu bündeln und zu stärken. Die Bonner Allianz vernetzt und unterstützt die Partnerinstitutionen in der politik- und praxisrelevanten Forschung zur Nachhaltigkeit, die im Dialog von Wissenschaft, Wirtschaft und Politik stattfindet und sich vom lokalen Kontext bis auf die globale Ebene erstreckt.

## Partnerinstitutionen
Der Bonner Allianz für Nachhaltigkeitsforschung gehören sechs Partnerinstitutionen an: das Bonn International Centre for Conflict Studies (BICC), das German Institute of Development and Sustainability (IDOS), die Hochschule Bonn-Rhein Sieg (H-BRS), das Institut für Umwelt und Menschliche Sicherheit der Universität der Vereinten Nationen (UNU-EHS) sowie die Rheinische Friedrich-Wilhelms-Universität Bonn mit ihrem Zentrum für Entwicklungsforschung (ZEF).

## Gründung
Die Bonner Allianz für Nachhaltigkeitsforschung wurde am 15. November 2017 auf der UN-Klimakonferenz 2017 (COP23) unter Federführung der Rheinischen Friedrich-Wilhelms-Universität Bonn mit dem Ziel gegründet, Spitzenkompetenzen in der Nachhaltigkeitsforschung zusammenzuschließen und zu intensivieren.

## Förderung
Eine Anschubförderung erhielt die Bonner Allianz für Nachhaltigkeitsforschung nach ihrer Gründung vom Ministerium des Landes Nordrhein-Westfalens für Kultur und Wissenschaft (MKW), sowie vom Bundesministerium für Bildung und Forschung (BMBF) für das Pilotprojekt „Digitainable – Digitalisierung und Nachhaltigkeit“.

## Ziele
Ziel der Bonner Allianz ist es, die Umsetzung der UN-Agenda 2030 auf lokaler und globaler Ebene wissenschaftlich zu unterstützen und sich gleichzeitig kritisch mit ihr auseinanderzusetzen. Dazu vereint sie durch ihre Partnerinstitutionen universitäre und außeruniversitäre sowie angewandte und grundlagenorientierte Forschung mit dem Ziel der Bündelung und Förderung von Wissen und Kompetenzen auf dem Gebiet der Nachhaltigkeitsforschung. Diese starke Bündelung der Kompetenzen und gemeinsamen Expertise der Bonner Forschungsinstitutionen stärkt die Partner am Standort im Sinne eines internationalen Nachhaltigkeitskompetenzzentrums.
Im September 2018 wurde eine Geschäftsstelle für die Bonner Allianz eingerichtet zur Koordination und Unterstützung der Zusammenarbeit der Partnerinstitutionen in gemeinsamen Forschungsprojekten, in der Ausbildung, im Transfer und im Bereich der Kompetenzentwicklung.

## Forschung & Projekte
Anlässlich ihrer Gründung hat die Bonner Allianz drei strategische Forschungsschwerpunkte identifiziert, deren besonders aktuelle Relevanz sie in das breite Themenfeld der Nachhaltigkeit einbringen will: „Digitalisierung und künstliche Intelligenz“, „Mobilität und Migration“ sowie „Bioökonomie“. Zur Umsetzung dieser Forschungsschwerpunkte etablierte die Bonner Allianz verschiedene Forschungsprojekte. Seit der Gründung hat sich der Forschungsfokus der Bonner Allianz um weitere Themen und Programmlinien innerhalb der Nachhaltigkeitsforschung erweitert.
- Programmlinie „Sustainability – Looking beyond 2030“[13]
  - In dieser Programmlinie kooperiert die Bonner Allianz mit der Initiative Wellbeing, Sustainability and Equity (WiSE) Transformation an der UNU-EHS. Die Programmlinie beschäftigt sich mit zukunftsorientierter Nachhaltigkeitsforschung über das Jahr 2030 und die Agenda 2030 hinaus.[14] Dafür werden von der Bonner Allianz einerseits Formate in Form von Workshops für Menschen mit besonderer Expertise in dem Feld, Arbeitsgruppen und Dialogveranstaltungen organisiert sowie andererseits Vorhaben der Partnerinstitutionen unterstützt.[15]

- Arbeitsgruppe „Alternative Sustainabilities“[16]
  - Die Arbeitsgruppe „Alternative Sustainabilities“ setzt sich aus Beschäftigten aus Wissenschaft und Praxis, die im Bereich Nachhaltigkeit und nachhaltige Entwicklung arbeiten und forschen, zusammen. Ziel der Arbeitsgruppe ist es,  „alternative“ Ansätze der Nachhaltigkeit zu identifizieren, zusammenzuführen und zu analysieren. Darunter fallen v. a. Konzepte und Formen der Nachhaltigkeit, die im aktuellen Mainstream-Nachhaltigkeitsdiskurs noch nicht vertreten sind.[17] Dafür organisiert die Arbeitsgruppe Vorträge und Workshops mit der Absicht, die Sichtbarkeit des Themas zu verstärken.

- Digitainable – Digitalisierung und Nachhaltigkeit[18]
  - Das Forschungsprojekt Digitainable fand mithilfe der Anschubförderung durch das Bundesministerium für Bildung und Forschung (BMBF) als Pilotprojekt innerhalb des Forschungsschwerpunktes „Digitalisierung und künstliche Intelligenz“ vom Juli 2020 bis Februar 2021 statt.[19]
  - Ziel ist es, den Einfluss von Digitalisierung und Künstlicher Intelligenz auf Aspekte der Nachhaltigkeit zu verstehen.[20] Dazu werden verschiedene Aspekte der Digitalisierung und der künstlichen Intelligenz systematisch auf die Indikatoren der UN Agenda 2030 abgebildet.[21]

- Bioökonomie in Nordrhein-Westfalen: Eine Studie zur Neuausrichtung der NRW Bioökonomiestrategie[22]
  - Dieses Projekt wurde von Juli 2020 bis Februar 2021 im Rahmen einer Kooperation der Bonner Allianz mit dem Zentrum für Entwicklungsforschung (ZEF) durchgeführt.[23] Es wurde vom Ministerium für Umwelt, Landwirtschaft, Natur- und Verbraucherschutz des Landes Nordrhein-Westfalen (MULNV) gefördert. Als Ziel verfolgte das Projekt die Erstellung einer systematischen Übersicht der Bioökonomie-Aktivitäten in NRW sowie die Identifikation und Beteiligung von thematischen und regionalisierten Ansätzen und Bedürfnissen relevanter Akteure.[24]

- Big Data and Artificial Intelligence[25]
  - In diesem Projekt des Bonn International Centre for Conflict Studies (BICC) und der Rheinischen Friedrich-Wilhelms-Universität Bonn sind Überlegungen zur Bedeutung von Big Data und Künstlicher Intelligenz im Hinblick auf organisierte Gewalt und gewaltsamen Konfliktaustrag inkl. der Auswirkung auf die Nachhaltigkeitsziele der UN angestellt worden.[26]

- Expertise-Workshop „Klimamigration“[27]
  - Dieser Workshop wurde am 11. Juni 2019 in Kooperation mit dem Institut für Umwelt und Menschliche Sicherheit der Universität der Vereinten Nationen (UNU-EHS) und dem German Institute of Development and Sustainability (IDOS) in Bonn abgehalten.[28] Ziel war die Erörterung des aktuellen Forschungsstands bezüglich des Zusammenhangs zwischen Klimawandel, menschlicher Mobilität sowie zukünftiger Forschungsfragen und Herausforderungen.

- Projekt „Forschungsmapping zu Mobilität und Migration“[29]
  - Alle Partnerinstitutionen der Bonner Allianz haben zwischen Mai und Juli 2020 an einem Forschungsmapping zum Thema „Mobilität & Migration“ teilgenommen. Hierbei gaben 20 Personen mit besonderer Expertise Einblicke in ihre Studiengänge, Kurzzeitausbildungsprogramme und Forschungsaktivitäte im Bereich Mobilität und Migration.[30]

- One Health and Digitalization[31]
  - Dieses Projekt war eine Kooperation mit dem Zentrum für Entwicklungsforschung (ZEF) und seinem One Health Forschungskolleg und der Hochschule Bonn-Rhein Sieg (H-BRS) mit ihrem Internationalen Zentrum für Nachhaltige Entwicklung (IZNE) und wurde gefördert vom Ministerium des Landes Nordrhein-Westfalens für Kultur und Wissenschaft (MKW).[32] Das Konzept „One Health“ ist ein sektorübergreifender Ansatz, der eine integrative Gesundheitsperspektive auf die inneren Zusammenhänge zwischen der Gesundheit von Mensch, Tier und Umwelt einnimmt.[33] Zwei Kernaspekte, mit denen sich das Projekt befasste, waren die Biodiversität in der Nahrung und die Herausforderung, unterschiedliche Anforderungen an die Lebensmittelindustrie in Einklang zu bringen.